# Hikaru Nakamura
Hikaru Nakamura (jap. 中村光, Nakamura Hikaru) (Hirakata, Japan, 9. prosinca 1987.), američki je šahovski velemajstor japanskog podrijetla. Rodio se u Japanu u obitelji oca Japanca i majke iz SAD-a. Kad je imao dvije godine, s roditeljima se odselio u SAD. Američki reprezentativac.
Najviši rejting u karijeri mu je bio 2816 koji je dosegao u listopadu 2015. godine. U rujnu 2011. mu je rejting po FIDE-i bio 2753, po čemu je bio 12. igrač svijeta na FIDE-inoj ljestvici. Listopada 2011. godine se s 2840 bodova izjednačio na prvom mjestu u SAD-u s Gatom Kamskym.